# Црква Свете Тројице у Рогатици
Храм Свете Тројице је храм Српске православне цркве у Рогатици.

## Историја
Градња цркве Св. Тројице у Рогатици почела је 1883. а завршена је и освећена на Преображење 1886. године. Ктитор је био Мићо Којић, трговац из Рогатице, са својим братом. Саграђена је од камена у готском стилу. Иконостас је израдио академски сликар Анастас Боцарић. Освећен је на празник Преподобне мајке Параскеве 1897. године.
На Преображење 1935, током збора код цркве, у близини је пао авион из Сарајева који је бацао летке на збор. Затим је дошло до сукоба са муслиманима који су дошли да виде место удеса. Жандарми су интервенисали и убили двојицу и тешко ранили пет лица. Нереди су се ипак проширили и у град, где је оштећено око 20 домова, већином муслиманских.
Током Другог светског рата црква је тешко страдала. Из ње је све однето, па и иконостас. После рата црква је обновљена. Садашњи иконостас израдио је Симо Станишић, самоуки резбар из села Букрићи код Рогатице, а иконе је сликао академски сликар Никодим Бркић из Београда.
Седамдесетих и осамдесетих година двадесетог века црква је генерално обновљена споља и изнутра. Осветили су је 1986. године митрополит дабробосански Владислав, митрополит загребачко-љубљански Јован и епископ рашко-призренски каснији патријарх Павле. Истовремено је обележена и стогодишњица цркве.
У јесен 1997. године црква је изнутра окречена и урађен је горионик за свеће. Мало освећење цркве извршио је митрополит Николај. Године 1999. уведено је грејање у цркву.
Свештенослужитељи на рогатичкој парохији су: Ђоко Косорић; Миладин Попадић; Атанасије Косорић; Реља Спајић; Саво Ристић; Драгољуб Јанковић; Миливоје Мандић 1946-1971; Слободан Лубарда, парох борички опслуживао од 1971-1973; Милорад Новаковић 1973. и Гвозден Арамбашић, други парох од 1995.